# Phool Aur Kaante
Phool Aur Kaante – bollywoodzki film akcji, wyreżyserowany w 1991 przez Kuku Kohli. W rolach głównych: Ajay Devgan, Madhoo, Aruna Irani, Jagdeep, Amrish Puri. Film jest debiutem Ajaya Devgana. 

## Fabuła
Do college'u, w którym uczy się Ajay (Ajay Devgan), przybywa nowa studentka Pooja (Madhoo). Chłopak zakochuje się w niej od pierwszego wejrzenia. Dziewczyna odwzajemnia jego uczucie mimo początkowej niechęci. Nie wiadomo, czy Puja pozostanie z nim gdy dowie się, jaki związek łączy Ajaya z mafijnym bossem – Nageshwarem (Amrish Puri).

## Obsada
- Madhoo jako Pooja
- Ajay Devgan jako Ajay
- Amrish Puri jako Nageshwar Don
- Raza Murad jako Shankar Dhanraj
- Aruna Irani jako Profesor Matliwala
- Jagdeep jako Profesor Bihari
- Satyen Kappu
- Anjana Mumtaz jako Laxmi
- Goga Kapoor jako Brat Shankry

## Ścieżka dźwiękowa
| #  | Tytuł                          | Wykonawcy                    |
| -- | ------------------------------ | ---------------------------- |
| 1. | "Dheere Dheere Hausla (Sad)"   | Kumar Sanu, Alka Yagnik      |
| 2. | "Dheere Dheere Pyar Ko"        | Kumar Sanu, Alka Yagnik      |
| 3. | "I Love You"                   | Udit Narayan, Alisha Chinai  |
| 4. | "Jise Dekh Mera Dil Dhadka"    | Kumar Sanu                   |
| 5. | "Maine Pyar Tumhi Se Kiya Hai" | Kumar Sanu, Anuradha Paudwal |
| 6. | "Pehli Baarish Main Aur Tu"    | Kumar Sanu, Anuradha Paudwal |
| 7. | "Premi Aashiq Aawaara"         | Kumar Sanu                   |
| 8. | "Tumse Milne Ko Dil Karta Hai" | Kumar Sanu, Alka Yagnik      |

## Nagrody
Nagroda Filmfare Power (1992)
- Nagroda Filmfare za Najlepszy Debiut - Ajay Devgan